# Schwarzsender
|  | Dieser Artikel wurde aufgrund von inhaltlichen Mängeln auf der Qualitätssicherungsseite des Portals Medienwissenschaft eingetragen. Dies geschieht, um die Qualität der Artikel aus den Themengebieten Journalismus, Medien- und Kommunikationswissenschaften auf ein akzeptables Niveau zu bringen. Hilf mit, den Artikel zu verbessern, und beteilige dich an der Diskussion! |

Ein Schwarzsender ist eine illegal betriebene Sendeanlage, für die eine Genehmigung für den Sendebetrieb in dem betroffenen Hoheitsgebiet nicht besteht.

## Geschichte
Der Begriff kam bereits zu Beginn des Rundfunkzeitalters auf. Als März 1925 im Wiener 4. Bezirk sowie in St. Andrä-Wördern Schwarzsender tätig waren, wurde vor „Luftanarchie“ gewarnt. Kurz darauf betrieb ein Funkamateur in Wien einen illegalen Sender mit der Durchsage „Hallo! Hallo! Hier ein Wiener Amateursender! Wir machen Versuche.“ Anschließend wurden Klavier- und Gesangsvorträge ausgestrahlt.

## Erscheinungsformen
Schwarzsender klassifizieren sich in drei Gruppen. Dient ein Schwarzsender zur Verbreitung von Fernseh- oder Radioprogrammen bzw. von rundfunkähnlichen Darbietungen, so spricht man oft von Piratensendern. Diese wiederum unterscheiden sich in landbasiertes „Free Radio“ und auf hoher See ausgestrahltes „Offshore“-Radio.
Zweitens Clandestine-Sender (Geheimsender): Die zweite und kleinste Gruppe betraf nur teilweise auch die von gegnerischen Staaten oder Exil-Regierungen betriebenen Propaganda-Stationen oder Sender im „Niemandsland“ zwischen zwei Staatsgrenzen. Öfter sind die „Clandestine-Sender“ sogar dem Einfluss von Geheimdiensten oder politischen Parteien oder Oppositionsgruppen oder bewaffneten Rebellen zuzuschreiben gewesen.
Drittens Schwarzsender zur Nachrichtenübertragung von Privatpersonen.

## Abgrenzung
Schwarzsender können in jedem Frequenzbereich, angefangen von den Längstwellen bis zum Mikrowellenbereich, beobachtet werden.
Auch nicht zugelassene Sendegeräte für Funkfernsteuerungen stellen Schwarzsender dar. Ein Schwarzsender kann prinzipiell in jeder denkbaren Betriebsart senden.
Oft handelt es sich heute aber auch bei den Betreibern eines Schwarzsenders um Jugendliche – in Unkenntnis der Bestimmungen und der möglichen Folgen. Deren Antennen und Sende-Endstufen sind meist auf geringe Reichweiten beschränkt und der zuständige Funkstör- bzw. Funkkontroll-Messdienst der Aufsichtsbehörde hat wenig Mühe, diese ruhigzustellen. Das oft einhergehende breitbandige Stören auch auf Neben- und Zwischenfrequenzen kann allerdings lebensgefährliche Folgen haben (Störung wichtiger Funkkanäle), deren sich die Bastler fahrlässigerweise oft nicht bewusst sind.
Relativ selten kommt es bei Schwarzsendern zu einem Rufzeichenmissbrauch, also einer rechtlichen Schädigung des rechtmäßigen Lizenzinhabers.
Auch der lange Zeit übliche „Agentenfunk“ in der Zeit des sogenannten „Kalten Krieges“ war eine Form von Schwarzsendebetrieb, dem mobile Funkpeiler von BND und Elektronischer Kampfführung der Bundeswehr, meist mit MAD-Beteiligung, beizukommen versuchten, allerdings mit mäßigem Erfolg.
Heute sind Schwarzsender seltener geworden, da man im Internet seinen eigenen „Sender“ ohne Lizenzprobleme betreiben kann, solange man sich an die GEMA-Bestimmungen bezüglich der Abgaben für lizenzpflichtige Musik hält.
Es gibt weltweit eine große Zahl illegaler Funkstellen, die untereinander Kontakt aufnehmen, ohne, wie im Amateurfunk (oder CB-Funk), dafür eine Genehmigung zu besitzen. Dazu gehören Schwarzsender in Ländern mit mangelnden Kommunikationsmöglichkeiten oder fehlender Funküberwachung durch Behörden. Typische Beispiele sind Hochseefischer, die die Gesprächskosten für Satellitentelefonie oder Kurzwellentelephonie scheuen, private Hochsee-Segler, Missionare in afrikanischen Ländern, aber auch einfach Funkbegeisterte ohne Sendeerlaubnis.

## Gesetze gegen Schwarzsender

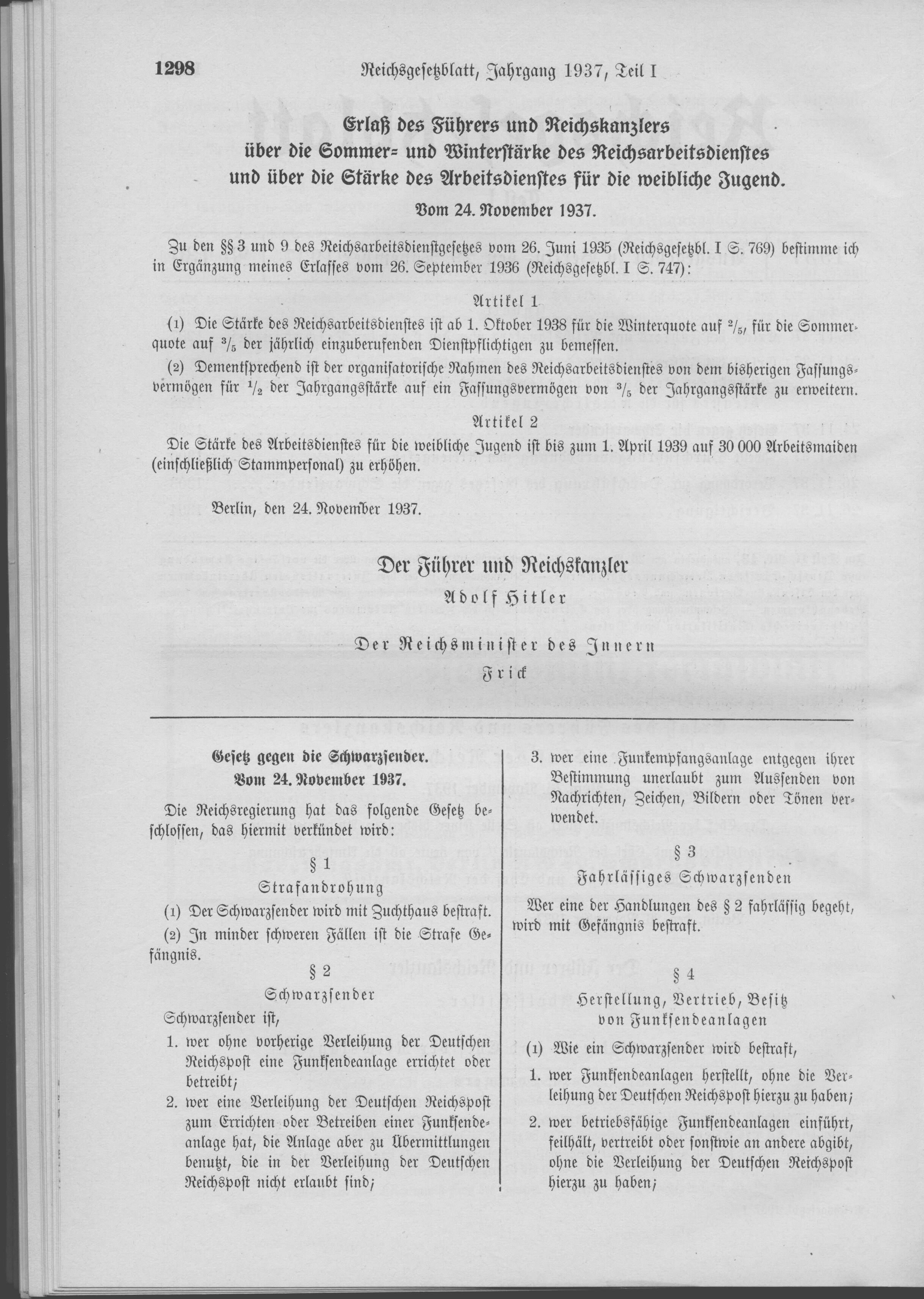
Gesetz gegen Schwarzsender vom 24. November 1937

Das erste Gesetz gegen Schwarzsender wurde in Deutschland am 24. November 1937 erlassen (RGBl. Jahrg. 1937, Teil I, S. 1298). Es diente damals schon der Bekämpfung des politischen Widerstands, der die Rundfunk-Technologie zur Gegenpropaganda einsetzte. Auszug aus diesem Gesetz:
- § 1 Strafandrohung:
  - (1) Der Schwarzsender wird mit Zuchthaus bestraft.
  - (2) In minder schweren Fällen ist die Strafe Gefängnis.
- § 2 Schwarzsender ist:
  - 1. wer ohne vorherige Verleihung der Deutschen Reichspost eine Funksendeanlage errichtet oder betreibt;
  - 2. wer eine Verleihung der Deutschen Reichspost zum Errichten oder Betreiben einer Funkanlage hat, die Anlage aber zu Übermittlungen benutzt, die in der Verleihung der Deutschen Reichspost nicht erlaubt sind;
  - 3. wer eine Funkempfangsanlage entgegen ihrer Bestimmung unerlaubt zum Aussenden von Nachrichten, Zeichen, Bildern oder Tönen verwendet.

Das Strafmaß ist prinzipiell unabhängig von der verwendeten Sendefrequenz. Es kann aber erhöht werden, wenn durch den Schwarzsender andere Funkdienste, wie z. B. Flugfunk-Frequenzen, Navigations-Sender oder Funktelefonie-Anlagen gestört werden.
Während des Zweiten Weltkrieges wurde das Gesetz weiter verschärft und der Betrieb eines Schwarzsenders mit Landesverrat gleichgesetzt, für den die Todesstrafe drohte.
Das heute (Stand 2020) in Deutschland gültige Telekommunikationsgesetz enthält in § 64 den Absatz:
- (2) Zur Sicherstellung der Frequenzordnung kann die Bundesnetzagentur eine Einschränkung des Betriebes oder die Außerbetriebnahme von Geräten anordnen. Zur Durchsetzung dieser Anordnungen kann nach Maßgabe des Verwaltungsvollstreckungsgesetzes ein Zwangsgeld bis zu 500.000 Euro festgesetzt werden.

Ferner bestimmt es in § 149 Absatz 1 Nummer 10 zu einer Ordnungswidrigkeit, die nach Absatz 2 Nummer 2 mit einer Geldbuße bis zu 500.000 Euro geahndet werden kann, wenn jemand ohne Frequenzzuteilung nach § 55 Absatz 1 Satz 1 eine Frequenz nutzt. Auch kann nach Absatz 1 Nummer 12 und Absatz 2 Nummer 4 eine Buße bis zu 100.000 Euro folgen, wenn jemand Nebenbestimmungen einer Frequenzzuteilung (§ 60 Absatz 2 Satz 1) verletzt.
Nach § 5 Absatz 5 Amateurfunkgesetz dürfen Funkamateure nur mit anderen Amateurfunkstellen Funkverkehr abwickeln, also auch nicht mit Schwarzsendern. Manche versuchen in organisierter Privatinitiative, unerlaubte Nutzer ihrer Frequenzbereiche zu identifizieren.
Artikel 109 des Seerechtsübereinkommens der Vereinten Nationen betrifft die Bekämpfung nicht genehmigter Rundfunksendungen von Hoher See aus. Unter anderem erlaubt es Staaten, in denen solche Sendungen empfangen werden können, Personen festzunehmen, Schiffe festzuhalten und Sendegeräte zu beschlagnahmen.
Das deutsche Gesetz zu dem Europäischen Übereinkommen vom 22. Januar 1965 zur Verhütung von Rundfunksendungen, die von Sendestellen außerhalb der staatlichen Hoheitsgebiete gesendet werden, das sich auf einen entsprechenden internationalen Vertrag bezieht, bedroht u. a. Betrieb oder Errichtung jeder luftgestützten, schwimmenden oder am Meeresboden verankerten Rundfunksendestelle mit Geldstrafe oder bis zu zwei Jahren Freiheitsstrafe, die im Hoheitsgebiet eines der dem Vertrag beigetretenen Europarats-Mitgliedsstaaten zu empfangen ist, sich aber selbst außerhalb staatlicher Hoheitsgebiete befindet.

## Störungsbeseitigung durch Funkentstördienste

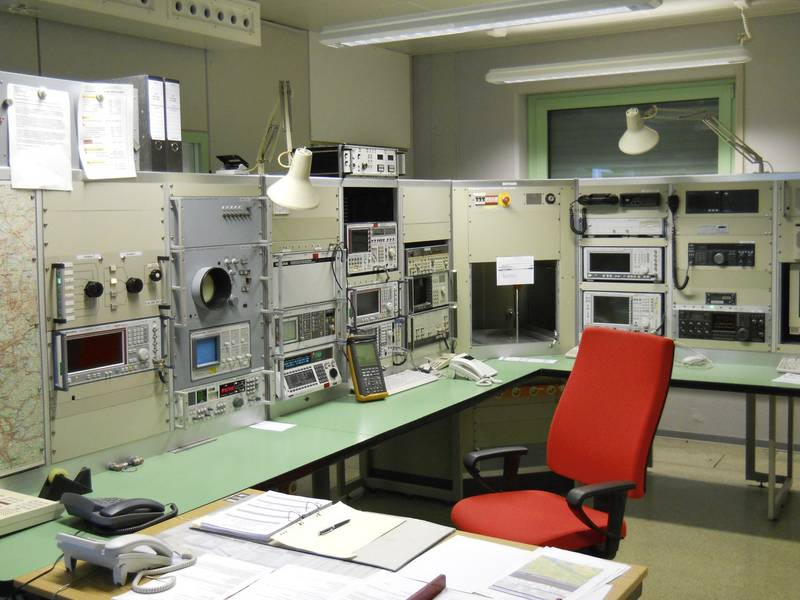
Funkmessstelle der Bundesnetzagentur

Störungen durch die unerlaubte Aussendung eines Sendesignals sind generell verboten. Sie werden in Deutschland durch die Bundesnetzagentur, den Nachfolger des früheren Funkentstördienstes, in der Regel auf Anfrage des Betroffenen ermittelt. Der Verursacher wird kostenpflichtig auf die Einhaltung der gesetzlichen Bestimmungen verpflichtet oder die Störquelle wird beschlagnahmt. Es können dann zusätzlich weitere juristische Maßnahmen erfolgen.